# Peñalara

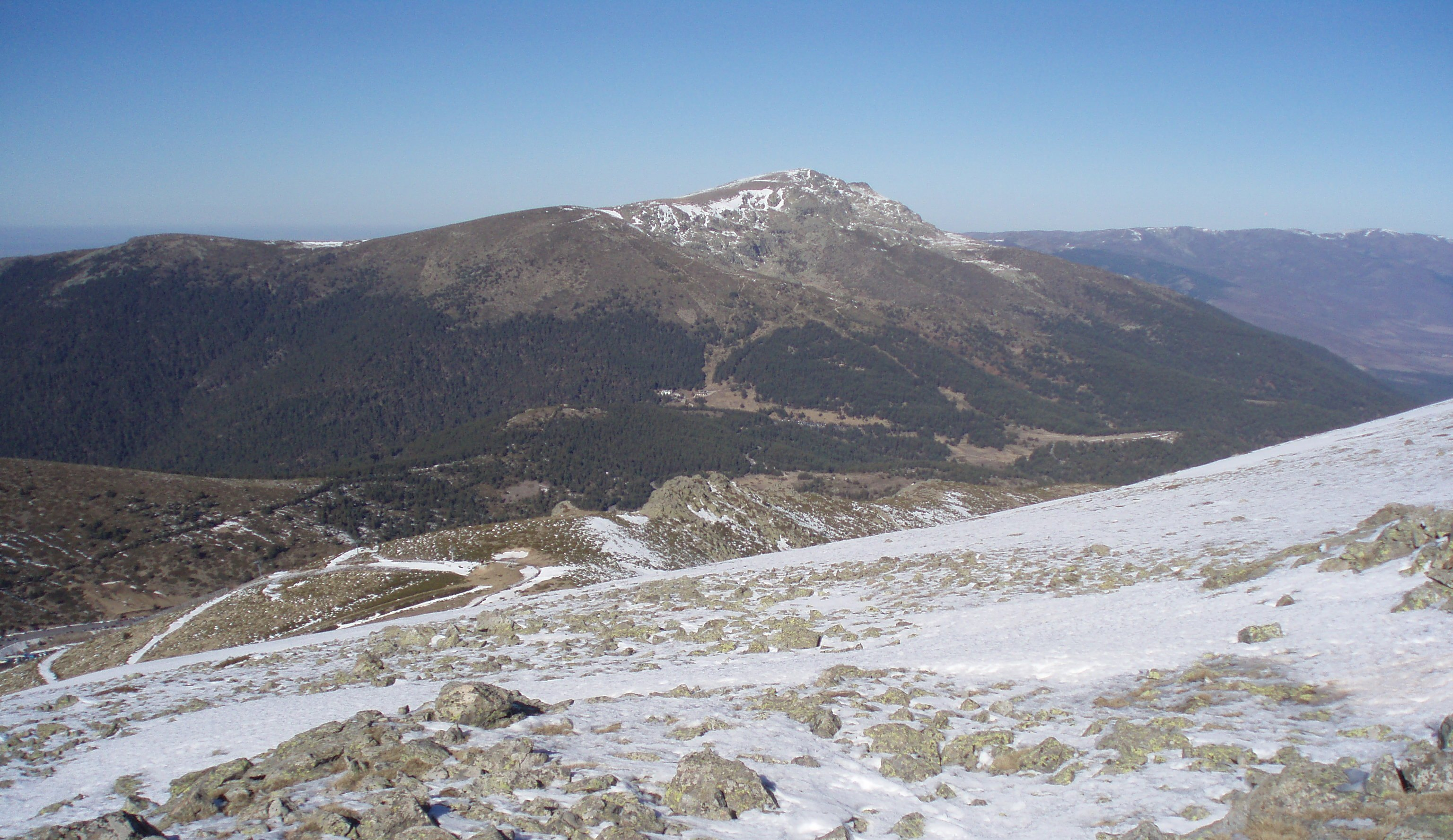
Peñalara od północy

Peñalara – najwyższy szczyt łańcucha górskiego Sierra de Guadarrama w hiszpańskich Górach Kastylijskich.
Na wschód od szczytu leży dolina Lozoya. Rejon szczytu jest parkiem natury.